# Banff Mountain Film Festival
Banff Mountain Film Festival är en internationell filmfestival för filmer inom området "Mountain film". Festivalen, som räknas som världens största inom sin genre, startade 1976 och hålls årligen i staden Banff i västra Kanada. Festivalen innehåller även en filmtävling som 2009 fick drygt 300 bidrag från 35 länder. Bästa film koras varje år inom följande kategorier: 
Best Film on Climbing, Best Film on Mountain Sports, Best Film on Mountain Environment, Best Film on Mountain Culture, Best Short Mountain Film (15 minutes or less), Best Feature-length Mountain Film (70 minutes or more) och People’s Choice Award.
1986 startades det som nu går under benämningen World Tour. Festival arrangörerna ville nå en bredare publik med filmer som man ansåg skulle öka förståelsen för bergsmiljöer och bergskultur världen över. Man började med att visa ett urval av filmerna i tre städer i Kanada för alla dem som inte hade möjlighet att ta sig till huvudfestivalen i Banff. Därefter visas de filmer som gått till final vid huvudfestivalen i ett 50-tal länder och World Tour besöks årligen av över 600 000 personer.